# Halone ophiodes
Halone ophiodes là một loài bướm đêm thuộc phân họ Arctiinae, họ Erebidae.